# Жилинська сільська рада (Первомайський район)
Жи́линська сільська рада (рос. Жилинский сельский совет) — сільське поселення у складі Первомайського району Алтайського краю Росії.
Адміністративний центр — село Жилино.

## Історія
Станом на 2002 рік у складі Жилинської сільської ради перебувало також селище Голубцово, яке пізніше було передано до складу Логовської сільської ради.

## Населення
Населення — 1157 осіб (2019; 1320 в 2010, 1439 у 2002).

## Склад
До складу сільської ради входять:
| Населений пункт      | Населення, осіб (2002) | Населення, осіб (2010) |
| -------------------- | ---------------------- | ---------------------- |
| Жилино, село         | 1045                   | 980                    |
| Новокопилово, село   | 181                    | 165                    |
| Новочасниковка, село | 213                    | 175                    |